# Amira Gómez Tueme
Amira Gricelda Gómez Tueme (21 de septiembre de 1954, Reynosa, Tamaulipas), política mexicana, miembro del Partido Revolucionario Institucional, fue senadora por Tamaulipas.
Licenciada en Administración de Empresas por la Universidad de Monterrey, fue diputada local por el IX Distrito Electoral de Reynosa, Tamaulipas en la LIV Legislatura, también diputada local en la LIX Legislatura del Estado, donde fue presidenta de la Junta de Coordinación Política, diputada federal en la LVII Legislatura donde fungió además como coordinadora de los legisladores priistas de Tamaulipas e integrante de las comisiones de Comunicaciones y Transportes, Presupuesto y Cuenta Pública, Asuntos Hidráulicos, y de Asuntos Fronterizos.
En el Partido Revolucionario Institucional, ha ocupado varios cargos como Consejera Política Nacional, Estatal y Municipal, Presidenta del Comité Municipal del PRI en Reynosa, Secretaria General del Comité Directivo Estatal del PRI en Ciudad Victoria, Tamaulipas, Secretaria Técnica del Comité Nacional de Financiamiento del Comité Ejecutivo Nacional del PRI y como Coordinadora General de Campaña del Candidato del PRI a la gobernatura del Estado de Tamaulipas, Eugenio Hernández Flores.
Ha ocupado cargos públicos como Presidenta del Consejo de Administración de Agua Potable y Alcantarillado en Reynosa, Tamaulipas, (1987-1989), Gerente General de la Comisión Municipal de Agua Potable y Alcantarillado en Reynosa, Tamaulipas, (1993-1994), directora general de Trabajo y Previsión Social en el Gobierno del Estado de Tamaulipas (1999).
Dentro del sector privado se encuentra activa como agricultora y ganadera. Fue Gerente General de la empresa Graneros del Norte, en Río Bravo, Tamaulipas, (1984-1986). Es miembro de la Asociación Ganadera de Reynosa y de la Sociedad de Productores de Tamaulipas, en Reynosa.
- Datos: Q5672701